# Natuurpark Las Nieves

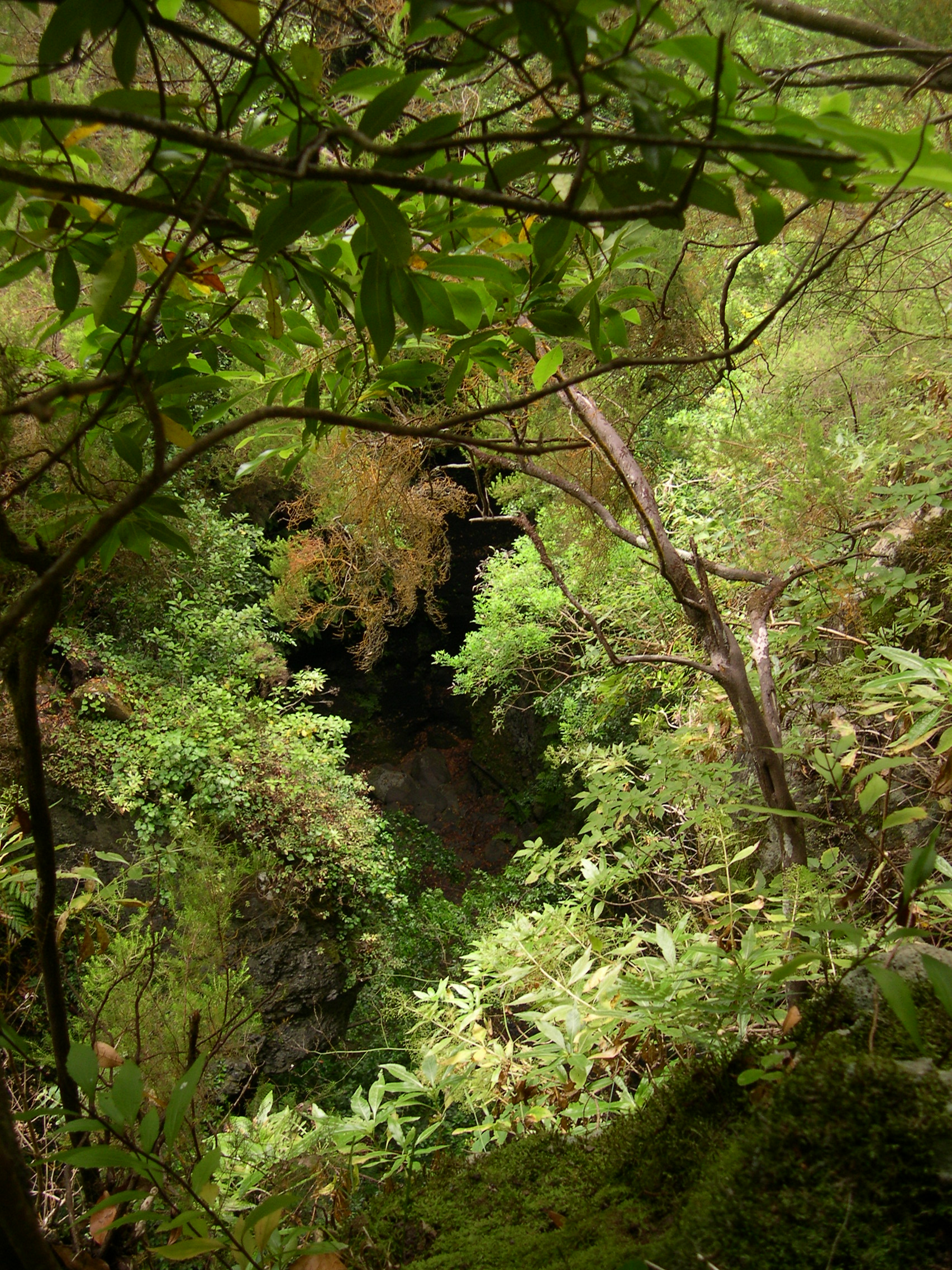

Het Natuurpark Las Nieves (Spaans: Parque natural de Las Nieves) is een natuurpark op  La Palma (Canarische Eilanden) in Spanje. Het natuurpark werd opgericht in 1987 en is 5094 hectare groot. Het natuurpark omvat het laurierbos van Los Tilos. Het park grenst aan nationaal park Caldera de Taburiente en maakt deel uit van biosfeerreservaat La Palma.